# 2394 Nadeev
2394 Nadeev је астероид главног астероидног појаса чија средња удаљеност од Сунца износи 3,180 астрономских јединица (АЈ).
Апсолутна магнитуда астероида је 11,6 а геометријски албедо 0,020.